# Kabbalu, Channarayapatna
Kabbalu là một làng thuộc tehsil Channarayapatna, huyện Hassan, bang Karnataka, Ấn Độ.